# Municipio de Zaragoza (kommun)
Municipio de Zaragoza är en kommun i Guatemala.   Den ligger i departementet Departamento de Chimaltenango, i den sydvästra delen av landet, 40 km väster om huvudstaden Guatemala City.
Följande samhällen finns i Municipio de Zaragoza:
- Zaragoza